# پابلو چاکون
پابلو چاکون (اسپانیایی: Pablo Chacón‎؛ زادهٔ ۲۲ مهٔ ۱۹۷۵) بوکسور اهل آرژانتین است.